# Julian Tobiasz
Julian Tobiasz (ur. 21 stycznia 1923 w Brzezince, zm. 21 czerwca 1993) – polski historyk wojskowości, pułkownik Wojska Polskiego.

## Życiorys
Początkowo był pracownikiem naukowym Wojskowego Instytutu Historycznego. W latach 1973–1990 był pracownikiem Instytutu Nauk Społeczno-Politycznych w Akademii Spraw Wewnętrznych. Docent od 1975 roku. Był badaczem dziejów wojskowości okresu II wojny światowej. W czerwcu 1988 został powołany w skład Rady Ochrony Pamięci Walk i Męczeństwa (do 1990).

## Wybrane publikacje
- Na tyłach wroga. Z dziejów wspólnej walki partyzantów polskich i radzieckich, Warszawa: Państwowy Zakład Wydawnictw Szkolnych 1966.
- (współautor: Mieczysław Juchniewicz), Polsko-ukraińskie współdziałanie w ruchu podziemnym i partyzanckim w latach II wojny światowej, Warszawa: Zakład Historii Stosunków Polsko-Radzieckich PAN 1968.
- W jednym szeregu. Wspomnienia uczestników walk partyzanckich na Białorusi 1941-1944, wyboru dokonał zespół pod kierunkiem Juliana Tobiasza i Grigorija Szewieły, Warszawa: Wydawnictwo Ministerstwa Obrony Narodowej 1969.
- Na tyłach wroga. Obywatele radzieccy w ruchu oporu na ziemiach polskich 1941-1945, Warszawa: Wydawnictwo Ministerstwa Obrony Narodowej 1972.
- (współautor: Władysław Góra, Mieczysław Juchniewicz), Udział Polaków w radzieckim ruchu oporu, Warszawa: Państwowe Zakłady Wydawnictw Szkolnych 1972.
- Problemy społeczno-polityczne Ameryki Łacińskiej, Warszawa: ASW 1974.
- (współautor: Stanisław Styk), Zasady działania dyktatur faszystowskich, Warszawa: ASW 1974.
- Azjatyckie kraje socjalistyczne: (MRL [Mongolska Republika Ludowa], KRLD [Koreańska Republika Ludowo-Demokratyczna], SRW [Socjalistyczna Republika Wietnamu]), Warszawa: ASW 1976.
- Walka o wyzwolenie i utrwalenie władzy ludowej w Polsce (wybór materiałów z seminarium politycznego Studenckich Kół Naukowych), przygot. do dr. J. Krempa, Stanisław Styk, Julian Tobiasz, Warszawa: ASW 1976.
- Wybrane problemy walki ideologicznej. Materiały z sympozjum naukowego [6-7 maja 1977 r.], przygot. do dr. Stanisław Styk, Julian Tobiasz, Warszawa: ASW 1979.
- Bomba dla gauleitera, Warszawa: Wydaw. Min. Obrony Narodowej 1981.
- "Kulisty piorun", Warszawa: Wydaw. Min. Obrony Narodowej 1987.

## Odznaczenia
- Order Wojny Ojczyźnianej I stopnia (ZSRR, 1987)[5]